# اوسکارس ملباردیس
اوسکارس ملباردیس (انگلیسی: Oskars Melbārdis؛ زادهٔ ۱۶ فوریهٔ ۱۹۸۸) ورزشکار بابسلد اهل لتونی است.
وی در مسابقات کشوری و بین‌المللی در مجموع برندهٔ ۴ مدال طلا، ۲ مدال نقره، ۶ مدال برنز شده‌است.